# 영국-소련의 이란 침공
영국-소련의 이란 침공, 또는 영국-소련 연합군의 페르시아 침공은 제2차 세계 대전 당시 소련과 대영제국 및 영연방의 팔레비 왕조 침공이었다. 이란 침공은 1941년 8월 25일부터 1941년 9월 17일까지 이어졌고 지속 작전이라는 명칭 하에 수행되었다. 영소 연합군은 이란의 정유소를 확보하고 소련으로 이어지는 연합국의 보급로를 확보하기 위해 이란을 침공했다. 당시 소련은 동부 전선에서 추축국과 전쟁 중이었다. 이란은 제2차 세계 대전 발발 당시에 중립을 선포했지만 연합군은 레자 샤 팔라비가 추축국에 우호적이라고 판단했고 전쟁이 끝난 후 레자 샤 팔라비는 연합군에 의해 축출되고 아들 모하마드 레자 팔라비가 왕위에 올랐다.

## 배경
1925년 수년 간의 내전과 외국의 개입, 그리고 폐허로 변한 국토에서 페르시아는 레자 칸의 지배 하에 재통일을 이룩했다. 레자 칸은 같은 해 레자 샤로 스스로를 왕위에 올렸다. 1935년 그는 외국 대사들에게 페르시아 대신 국가의 역사적 명칭인 이란으로 국호를 바꿔줄 것을 요구했다. 이는 이 지역에 살고 있던 주민들이 스스로의 국가를 부르던 용어로, 이 명칭은 공식적으로 인정되었다. 레자 샤는 경제, 문화, 군사적인 측면에서 대대적인 근대화에 중점을 두었다. 이란은 카자르 왕조의 통치 하에서 분열되고 고립되었지만 근대적 산업 국가로 빠르게 변모했다. 레쟈 샤는 건물 및 산업 기반 시설의 구축 및 도시와 교통망의 확장, 학교 설립 등 다양한 업적도 이룩했다. 그는 중립 정책을 내세웠지만 여러 근대화 정책에 대한 물자 지원이 필요할 때 그는 서구에 도움을 요청했다.
수십년간, 이란과 독일 제국은 대영제국과 러시아 제국의 제국적 야망에 맞서기 위해 유대감을 형성했다. 독일은 러시아나 영국에 비해 이 지역에서 제국주의를 내세운 역사가 길지 않았기 때문에 독일과의 교역은 이란의 구미를 당겼다. 유럽 수도에 위치한 이란 대사관은 1,500명의 유대인을 구출한 후 그들에게 이란 시민권을 부여하고 이란으로 이동하는 것을 허용했다.
영국은 이란이 친독 정책을 추구하며 나치 독일을 지원하고 있다고 비판했다. 레자 샤가 제2차 세계 대전 초기에 중립을 선포했지만, 이란은 영국-이란 정유 회사가 보유한 아바단 정유소가 독일군의 손에 떨어질 것을 우려해 영국 정부의 전략적 중요 지역으로 자리잡았다. 당시 아바단 정유소는 1940년 기준으로 8백만 톤의 석유를 생산하고 있었고, 정유소는 연합국의 전쟁 물자에서 중요한 부분을 담당했다. 이란과의 긴장 관계는 1931년 레자 샤가 영국-이란 정유소에 부여했던 이란 석유 판매의 배타적 권리를 철회하면서부터 시작되었다.
바르바로사 작전이 1941년 6월 22일 개시되자 영국과 소련은 공식적으로 연합국으로써 동맹국이 되었고, 연합군의 침공에 대해 추진력이 얻기 시작했다. 독일이 꾸준히 소련으로 진격하면서 트란스이란 철도에 의해 설립된 페르시아 장벽은 연합군이 소련에 무기대여법을 통한 보급품을 전달하기에 가장 쉬운 길이었다. 영국과 소련은 철도를 확보하는 것에 대한 중요성을 인식하고 그곳을 통제하기로 결심했다. 아르한겔스크로 향하는 선박들이 유보트의 공격으로 침몰하자 철도는 매우 매력적인 수송로로 인지되었다. 소련은 이란령 아제르바이잔과 투르크멘 사흐라 지역을 소련의 일부로 만들거나 이란 자체를 공산국으로 만들려고 했다. 연합국은 이란과 샤에 압박을 넣어 테헤란에 주제한 반영 단체의 대립을 불러일으켰다. 영국 정부는 이 시위를 친독일 시위로 묘사했다. 이란의 전략적 거점은 소련의 캅카스 산맥 정유소와 소련군의 후방을 위협할 수 있었고 독일군의 진격은 인도와 지중해 사이의 영국군 통신망을 위협할 수 있었다.:215–216
연합군의 이란 내 독일군 거주자들을 축출하라는 연합군의 요구에 샤는 이를 거절했다. 1940년 영국 대사관의 보고에 따르면 이란에 약 1,000명의 독일 국민이 거주하고 있었다. 이들 대부분은 외교관 아니면 노동자들이었다. 이란의 에테라아트 신문에 따르면 이란에는 약 690명의 독일 국민이 있었고, 이는 전체 4,630명의 외국인에 포함되는 숫자였다. 장 베몽은 3,000명 이상의 독일인이 이란에 살지 않을 것이지만 정부의 전략적 산업과 이란의 수송 및 통신망 건설에 이들이 고용되었기 때문에 이란에 불가분적으로 영향을 미쳤을 것이라고 추정했다.:215
그러나 이란은 연합군의 요구에 따라 독일과의 교역을 감소시키기 시작했다. 레쟈 샤는 중립으로 남아 양쪽 모두를 화나게 하는 편보다는 이란에 대한 영국 및 소련의 요구가 점차 어려워지고 있음에도 이를 들어주는 것이 낫다고 판단했다. 영국군은 1941년 초 영국-이라크 전쟁 이후 대규모의 군대가 이라크에 주둔 중이었으며 침공 직전 이란의 서쪽 국경에 위치하고 있었다.

## 같이 보기
- 영국-이라크 전쟁
- 영국-페르시아 전쟁
- 이란의 역사
- 러시아-페르시아 전쟁
- 페르시아 회랑